# Sally El Hosaini
Sally El Hosaini (tiếng Ả Rập: سالى الحسينى [ˈsæːli (ʔe)lħoˈseːni]) là một đạo diễn và nhà biên kịch phim người Ai Cập-Wales.
Bộ phim đầu tay của cô My Brother the Devil đã giành giải thưởng quốc tế, bao gồm tại Giải thưởng phim tiêu chuẩn ban đêm 2013, Liên hoan phim Sundance 2012, Liên hoan phim quốc tế Berlin 2012  và Giải thưởng Liên hoan phim BFI London 2012,. Phim có sự tham gia của Fady Elsayed, người đoạt giải BIFA James Floyd và César, đề cử nam diễn viên Saïd Taghmaoui.Bộ phim được quay tại địa điểm ở Hackney, London.

## Lý lịch
El Hosaini sinh ra ở Swansea, Wales, có cha mẹ là người Ai Cập và lớn lên ở Cairo, Ai Cập. Cô đã có câu chuyện đầu tiên được xuất bản khi cô chỉ mới bảy tuổi.
El Hosaini theo học tại Đại học Atlantic, một trong những trường Cao đẳng Thế giới Hoa Kỳ. Cô tiếp tục đọc tiếng Ả Rập với các nghiên cứu về Trung Đông tại Đại học Durham. Trước khi làm phim, cô đã dạy Văn học Anh tại một trường nữ sinh ở Sana'a, Yemen và làm việc cho Tổ chức Ân xá Quốc tế. Cô ấy là cư dân lâu năm của Hackney, London.

## Sự nghiệp
El Hosaini là một thực tập sinh của đạo diễn nhà hát nổi loạn quá cố, John Sichel. Cô bắt đầu sự nghiệp làm phim tài liệu ở Trung Đông và sau đó chuyển sang làm phim truyện độc lập, nơi cô làm điều phối viên sản xuất trong nhiều năm. Cô đã tuyên bố rằng công việc của cô trong phim tài liệu truyền hình Anh cảm thấy "quá công thức", và rằng cô ấy thấy cô ấy có thể trung thực hơn trong tiểu thuyết.
Cô là biên tập viên kịch bản / nhà nghiên cứu chuyên gia của BAFTA và giải Emmy từng đoạt giải HBO Films / BBC Drama mini-series House of Saddam. Cô đã trải qua 2 năm nghiên cứu cho series, đã giành một giải thưởng Grierson cho phim truyền hình thực tế tốt nhất.
Cô đã nhận được một giải thưởng của BAFTA khu vực (tiếng Wales) cho bộ phim ngắn năm 2008 của mình, The Fifth Bowl.
Năm 2009, bộ phim ngắn Henna Night của cô đã chính thức được chọn cho Liên hoan phim đồng tính nam và đồng tính London. Đó là cuộc thi tại Liên hoan phim quốc tế Rotterdam và Liên hoan phim Raindance.
El Hosaini đã tham gia vào Phòng thí nghiệm Giám đốc và Nhà biên kịch Sundance năm 2009, phát triển My Brother the Devil.
Cô được mệnh danh là một trong những Ngôi sao tương lai Truyền hình Quốc tế của Vương quốc Anh vào năm 2009.
My Brother the Devil được phát hành tại 12 thành phố của Hoa Kỳ, tháng 5 năm 2013 và đã được phát hành rộng rãi tại các rạp chiếu phim ở Anh, tháng 11 năm 2012. Các bản phát hành tiếp theo tại Canada, Úc, New Zealand và Đức. Bộ phim được chiếu tại hơn 40 Liên hoan phim quốc tế, nơi nó nhận được tổng cộng 12 giải thưởng, 17 đề cử và một đề cử danh dự.
Với tư cách là Nhà văn / Đạo diễn của bộ phim, El Hosaini đã giành giải thưởng Nhân vật mới triển vọng nhất tại Giải thưởng Phim ban đêm 2013, Kịch bản hay nhất tại Giải thưởng của Hiệp hội Nhà văn Anh năm 2013, Giải thưởng Người mới xuất sắc nhất tại Liên hoan phim BFI London 2012 và giải thưởng New Talent Anh, Phụ nữ trong phim và truyền hình tại Anh trong năm 2012. Cô cũng được đề cử cho BIFA Douglas Hickox giải thưởng dành cho phim đầu tay xuất sắc nhất tại giải thưởng Điện ảnh độc lập Anh và Sutherland Trophy (Best First Film) tại BFI London Film Lễ hội.
Năm 2014, cô là một trong hai đạo diễn được Daniel Boyle chọn để chỉ đạo Babylon, bộ phim truyền hình do anh đồng sáng tạo và sản xuất cho Kênh 4 và SundanceTV.
Cô đã được The Guardian giới thiệu, BBC America, IndieWire  và Variety đã đặt tên cho cô là 2014 'Brit to Watch'.

## Đóng phim
| Phim                   | Vai diễn           | Kiểu        | Năm  |
| ---------------------- | ------------------ | ----------- | ---- |
| Dự án London không tên | Nhà văn / Đạo diễn | Phim truyện | tbc  |
| Babylon                | Đạo diễn           | Truyền hình | 2014 |
| Anh tôi là ác quỷ      | Nhà văn / Đạo diễn | Phim truyện | 2013 |
| Camelia                | nhà văn            | Phim truyện | 2011 |
| Đêm Henna              | Nhà văn / Đạo diễn | Phim ngắn   | 2009 |
| Bát thứ năm            | Nhà văn / Đạo diễn | Phim ngắn   | 2008 |

## Giải thưởng
- Giành giải Phim hay nhất châu Âu (Giải thưởng Nhãn hiệu rạp chiếu phim Europa) - 2012 Berlinale cho My Brother the Devil
- Giành giải Người mới xuất sắc nhất - Liên hoan phim BFI London 2012 cho My Brother the Devil
- Giành giải Người mới triển vọng nhất - Giải thưởng phim tối tiêu chuẩn 2013 cho My Brother the Devil
- Giành được kịch bản hay nhất - Giải thưởng của Hiệp hội Nhà văn Anh năm 2013 cho Anh tôi là Quỷ
- Giành giải thưởng Tài năng mới của Vương quốc Anh - Giải thưởng Phụ nữ và Phim truyền hình Anh năm 2012
- Giành giải thưởng Grand Jury - 2012 LA Outfest cho My Brother the Devil
- Giành chiến thắng BAFTA khu vực - Phim ngắn năm 2008, "Chiếc bát thứ năm"
- Giải thưởng danh dự 'Giải thưởng phim truyện xuất sắc' - Liên hoan phim Frameline 2012, San Francisco cho My Brother the Devil
- Đề cử giải thưởng Grand Jury - Liên hoan phim Sundance 2012 cho My Brother the Devil
- Đề cử giải thưởng BIFA Douglas Hickox cho Phim Khởi nghiệp hay nhất - Giải thưởng Phim độc lập Anh năm 2012 cho Anh tôi là Quỷ
- Đề cử danh hiệu Sutherland (Phim đầu tiên hay nhất) - Liên hoan phim BFI London 2012 cho My Brother the Devil

## liên kết ngoài
- Sally El Hosaini trên IMDb
- Trang Facebook chính thức
- Twitter chính thức